# Kleine Birjussa
Die Kleine Birjussa (russisch Малая Бирюса, Malaja Birjussa) ist der 167 km lange rechte Quellfluss der Birjussa in der Oblast Irkutsk im asiatischen Teil Russlands.

## Verlauf
Die Kleine Birjussa entspringt im Ostsajan auf einer Höhe von etwa 1500 m. Sie fließt anfangs in nordöstlicher Richtung durch das Bergland. Ab Flusskilometer 75 wendet sich der Fluss nach Norden. Er weist im Unterlauf zahlreiche Flussschlingen auf. Die Kleine Birjussa trifft schließlich auf einer Höhe von etwa 590 m auf die weiter westlich fließende Große Birjussa, mit der sie sich zur Birjussa vereinigt. Größere Nebenflüsse sind Dschugojaka (37 km lang), Medeke (48 km lang) und Große Jerma (45 km lang), alle von rechts.

## Einzugsgebiet
Die Kleine Birjussa entwässert ein 3020 km² großes Gebiet in den nördlichen Ausläufern des Ostsajan-Gebirges. Das Einzugsgebiet grenzt im Osten und im Süden an das der Uda (im Unterlauf Tschuna) sowie im Westen an das der Großen Birjussa. Das Einzugsgebiet erreicht im Südosten eine maximale Höhe von 2140 m. Im Einzugsgebiet gibt es keine Orte.